# Маккормак, Пэт
Пэт Маккормак (род. 8 июня 1995, Сандерленд, Северо-Восточная Англия) — английский боксёр. Серебряный призёр чемпионата мира 2019 года. Чемпион Европейских игр 2019 года в весовой категории до 69 кг. Призёр чемпионата Европы 2015 и 2017 годов. Член сборной Великобритании по боксу. Серебряный призёр летних Олимпийских игр 2020 года. Участник летних Олимпийских игр 2016 года.

## Карьера
Маккормак выиграл чемпионат Европы среди юниоров 2011 года в Венгрии и чемпионат мира среди юниоров в Казахстане.
В 2014 году стал чемпионом Англии и принял участие в Играх Содружества 2014 года в Шотландии. В 2015 году выиграл английский и британский чемпионаты.
На чемпионате Европы в Болгарии Маккормак дошел до финала, где уступил россиянину Виталию Дунайцеву.
В 2016 году Пэт выиграл мировой олимпийский отборочный турнир в июне 2016 года в Баку, тем самым получив право на участие в Олимпийских играх 2016 года в Рио-де-Жанейро. На самой Олимпиаде дошёл до второго круга.
На чемпионате Европы 2017 года в Харькове Маккормак выиграл серебряную медаль, уступив в финале армянскому боксёру Оганесу Бачкову. Квалифицировался на чемпионат мира 2017 года в Гамбурге, где дошёл до четвертьфинала.
На Играх Содружества 2018 года в Австралии и на чемпионате Европы 2018 года в Испании завоевал золотые медали.
На Европейских играх в Минске Маккормак сумел завоевать золотую медаль, в решающем поединке победив российского атлета Харитона Агрбу.
На чемпионате мира 2019 года в Екатеринбурге Пэт дошёл до финала, в котором уступил боксёру из России Андрею Замковому, став серебряным призёром чемпионата.
На Олимпийских играх в Токио, которые проходили летом 2021 года, британский спортсмен в весовой категории до 69 кг сумел дойти до финала. В финале уступил спортсмену из Кубы Роньелю Иглесиасу, завоевав серебряную медаль Игр.